# العلاقات المالديفية الإيرانية
العلاقات المالديفية الإيرانية هي العلاقات الثنائية التي تجمع بين المالديف وإيران.

## مقارنة بين البلدين
هذه مقارنة عامة ومرجعية للدولتين:
| وجه المقارنة                                              | المالديف       | إيران                    |
| --------------------------------------------------------- | -------------- | ------------------------ |
| المساحة (كم2)                                             | 298            | 1.65 مليون               |
| عدد السكان (نسمة)                                         | 436.33 ألف     | 79.97 مليون              |
| الكثافة السكانية (ن./كم²)                                 | 146.42 ألف     | 48.47                    |
| العاصمة                                                   | ماليه          | طهران                    |
| اللغة الرسمية                                             | اللغة الديفهي  | لغة فارسية               |
| العملة                                                    | روفيه مالديفية | ريال إيراني              |
| الناتج المحلي الإجمالي (بليون دولار)                      | 4.60 مليار     | 439.51 مليار             |
| الناتج المحلي الإجمالي (تعادل القوة الشرائية) بليون دولار | 5.23 مليار     | 1.36 تريليون             |
| الناتج المحلي الإجمالي الاسمي للفرد دولار أمريكي          | 8.39 ألف       |                          |
| الناتج المحلي الإجمالي للفرد دولار أمريكي                 | 12.53 ألف      |                          |
| مؤشر التنمية البشرية                                      | 0.706          | 0.766                    |
| رمز المكالمات الدولي                                      | +960           | +98                      |
| رمز الإنترنت                                              | .mv            | .ir،                     |
| المنطقة الزمنية                                           | ت ع م+05:00    | ت ع م+03:30، توقيت إيران |

## منظمات دولية مشتركة
يشترك البلدان في عضوية مجموعة من المنظمات الدولية، منها:
| علم المنظمة | اسم المنظمة                        | تاريخ انضمام المالديف | تاريخ انضمام إيران |
| ----------- | ---------------------------------- | --------------------- | ------------------ |
|             | مؤسسة التنمية الدولية              | 13 يناير 1978         | 10 أكتوبر 1960     |
|             | يونسكو                             | 18 يوليو 1980         | 6 سبتمبر 1948      |
|             | وكالة ضمان الاستثمار متعدد الأطراف | 19 مايو 2005          | 15 ديسمبر 2003     |
|             | الأمم المتحدة                      | 21 سبتمبر 1965        | 24 أكتوبر 1945     |
|             | الاتحاد البريدي العالمي            | ?                     | ?                  |
|             | البنك الدولي للإنشاء والتعمير      | 13 يناير 1978         | 29 ديسمبر 1945     |
|             | منظمة التعاون الإسلامي             | ?                     | ?                  |
|             | منظمة حظر الأسلحة الكيميائية       | ?                     | ?                  |
|             | مؤسسة التمويل الدولية              | 2 فبراير 1983         | 28 ديسمبر 1956     |
|             | منظمة الشرطة الجنائية الدولية      | ?                     | ?                  |

## وصلات خارجية
- موقع وزارة الخارجية المالديفية
- موقع وزارة الخارجية الإيرانية